# Copa Rio Branco
La Copa Rio Branco fu una competizione calcistica istituita nel 1916 che vedeva come avversarie le squadre Nazionali di Brasile e Uruguay; la prima edizione fu però disputata nel 1931.

## Storia
Il trofeo fu donato da Lauro Severiano Müller, politico brasiliano, nel 1916, affinché si disputasse tra Brasile e Uruguay. Il regolamento del torneo prevedeva che la coppa fosse assegnata, a titolo temporaneo, alla Nazionale che avesse ottenuto tre punti in due partite. Inoltre, era previsto che venisse vinta in via definitiva dalla squadra che fosse riuscita a vincerla per tre volte consecutive o fosse riuscita a ottenere 5 punti in 3 incontri.